# Вебкамера Джомолунгми

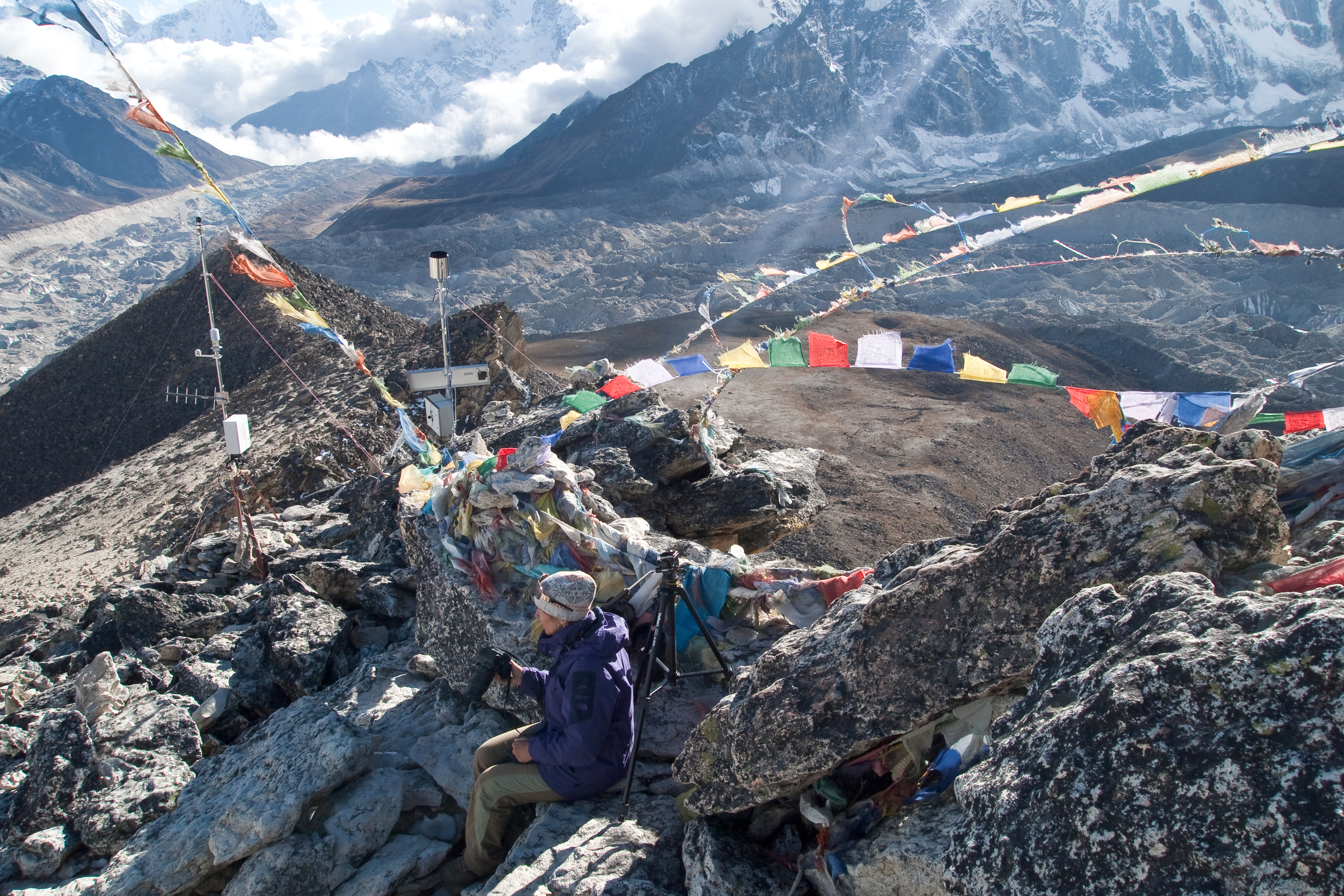
Гора Кала-Патхар, на якій встановлено вебкамеру

Вебкамера Джомолунгми розташована на горі Кала-Патхар на висоті 5675 м н.р.м. (за іншими даними — 5643 м).), спрямована на вершину Джомолунгми і є найвище встановленою вебкамерою у світі. Станом на 2019 рік не працює.
Цю вебкамеру було встановлено італійськими ученими 17 травня 2011 року у рамках дослідницького проекту Everest Share 2011, що вивчає глобальну зміну клімату, і працює спільно з погодною станцією Джомолунгми, розташованою на висоті 8000 м н.р.м.
Найвищу вебкамеру світу виготовлено німецькою фірмою Mobotix, модель типу M-12. Вона отримує живлення від сонячної батареї і працює з 6.30 до 17.30 годин за місцевим часом. Нижня температурна межа роботи камери — -30°С. Відео, що знімається камерою, безпровідним шляхом передається в лабораторію-обсерваторію Ev-K2-CNR Pyramid, розташовану на схилі Джомолунгми на висоті 5050 м н.р.м., там відео аналізується і відправляється в Італію для подальшої обробки.
Ця камера була найвищою вебкамерою у світі з 17 травня 2011 року по 11 листопада 2015 року, «відібравши» це звання у камери на горі Аконкагуа (Аргентина), працюючої на висоті 4389 м н.р.м..

### Ресурси Інтернету
- Вебкамера Джомолунгми (італ.)
- Web-камера с видом на Еверест [Архівовано 29 квітня 2014 у Wayback Machine.] (рос.) на сайті risk.ru, 12 жовтня 2011